# Calcarsynotaxus
Calcarsynotaxus is een geslacht van spinnen uit de familie van de Synotaxidae.

## Soorten
- Calcarsynotaxus benrobertsi Rix, Roberts & Harvey, 2009
- Calcarsynotaxus longipes Wunderlich, 1995